# Allmän väg

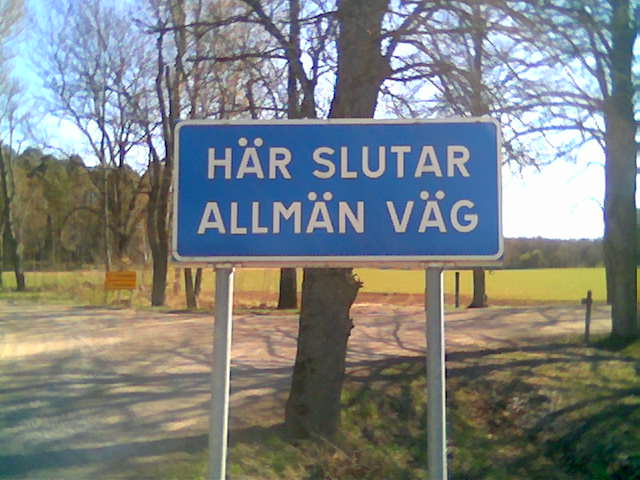
Skylt som informerar om att allmän väg slutar.

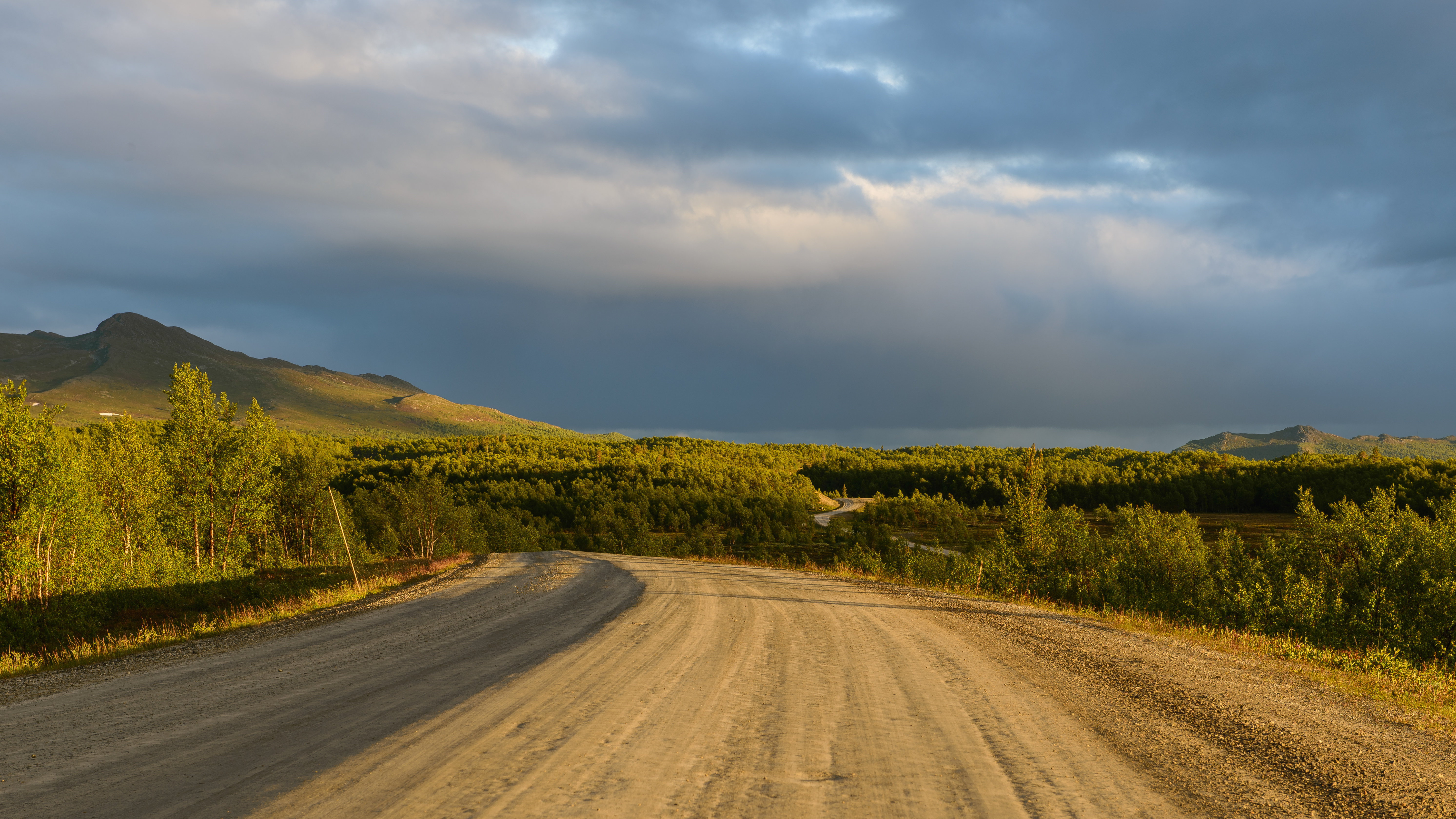
Länsväg Z 531 (Flatruetvägen) mellan Funäsdalen och Mittådalen. Vägen tillhör kategorin sekundära länsvägar.

En allmän väg är en väg där staten eller en kommun är väghållare.
Det nuvarande allmänna vägnätet skapades genom en lag som trädde i kraft den 1 januari 1944. Därmed fick kronan, det vill säga Kungliga väg- och vattenbyggnadsstyrelsen, som 1967 fick namnet Statens vägverk, ansvaret för det viktigaste delarna av svenska vägnätet. Tidigare hade man gjort vissa expropriationer för vissa särskilt betydelsefulla vägar, men först då fick en specifik statlig myndighet ett tydligt uppdrag att sköta dem. Sedan Vägverket avvecklats 2010 är det Trafikverket som ansvarar för allmänna vägar i Sverige. 
Vissa grundläggande krav finns för allmän väg, framförallt skall det finnas en komplett uppsättning vägmärken. Annat är att vid varje länsgräns skyltas länen längs samtliga allmänna vägar med undantag för de fall där vägen korsar ett län för att komma tillbaka till det gamla länet efter ett par kilometer; Exempel på detta är Riksväg 25 vid sjön Fenen (Kronobergs län - Jönköpings län - Kronobergs län) och riksväg 15 vid Skrivarehagen (Blekinge län - Skåne län - Blekinge län). Längs europavägar, riksvägar och länsvägar med nummer 100-499 skyltas även kommunerna vid samtliga kommungränser. Kommungränser kan vara markerade vid sekundära länsvägar utan skyltade nummer, men oftast inte. I de förekommande fallen rör det sig då ofta om gamla Europa-riks- eller primära länsvägar där kommunskyltarna fått stå kvar. 
Samtliga allmänna vägar som lyder under Trafikverkets huvudmannaskap är numrerade. De allmänna vägarna delas numera in i Europavägar (vägar med E framför vägnumret), riksvägar (nummer 1-99), primära länsvägar (nummer 100-499), samt övriga länsvägar (nummer över 500).
Övriga vägar är enskild väg.